# سياسة أوروبا

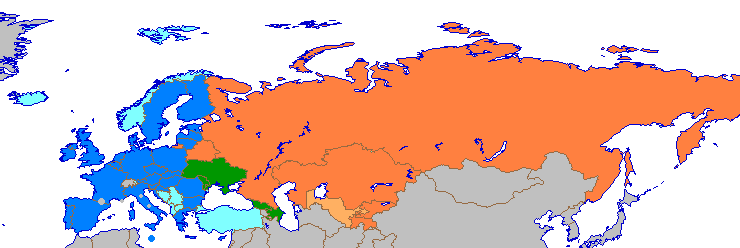

تتعامل السياسة الأوروبية مع التطورات المستمرة في السياسة داخل قارة أوروبا. وهو موضوع أكثر تفصيلًا بكثير من القارات الأخرى لعدد من العوامل بما في ذلك التاريخ الطويل للدول القومية في المنطقة، فضلًا عن الاتجاه نحو زيادة الوحدة السياسية بين الدول الأوروبية.
ويمكن إرجاع السياسة الحالية في أوروبا إلى الأحداث التاريخية داخل القارة. مثل مساهمة الجغرافيا، والاقتصاد، والثقافة، في تشكيل السياسة الأوروبية الحالية.
يهيمن الاتحاد الأوروبي على السياسة الأوروبية الحديثة، منذ سقوط الستار الحديدي وانهيار الكتلة الشرقية للدول الشيوعية. بعد نهاية الحرب الباردة، توسع الاتحاد الأوروبي شرقًا ليشمل البلدان الشيوعية السابقة. بحلول 31 يناير 2020، كان للاتحاد الأوروبي 27 دولة مشاركة.
ومع ذلك، هناك عدد من المنظمات الدولية الأخرى المكونة في الغالب من الدول الأوروبية، أو التي تدعي صراحة أنها من أصل أوروبي، بما في ذلك مجلس أوروبا المؤلف من 47 دولة، أول منظمة أوروبية بعد الحرب، تعتبر رائدة في الاتحاد الأوروبي – ومنظمة دولة الأمن والتعاون في أوروبا (أو أس سي إي) التي تضم 57 دولة.

## المناخ السياسي الحديث
على الرغم من العلاقات المحسنة بشكل كبير بين روسيا ودول أوروبا الغربية منذ نهاية الحرب الباردة، تصاعدت التوترات مؤخرًا بسبب انتشار المنظمات «الغربية»، ولا سيما الاتحاد الأوروبي وحلف شمال الأطلسي شرقًا إلى دول الاتحاد السوفيتي السابق.
انضم عدد من الدول الأوروبية أو أعلنت عن نيتها للانضمام إلى الاتحاد الأوروبي.
هناك القليل من الصراعات داخل أوروبا، على الرغم من استمرار وجود مشاكل في غرب البلقان، والقوقاز، وإيرلندا الشمالية في المملكة المتحدة، ومنطقة إقليم الباسك في إسبانيا.
وفقًا لبيانات عام 2007 التي نشرتها مؤسسة فريدم هاوس في عام 2008، فإن الدول الأوروبية التي لا يمكن تصنيفها على أنها ديمقراطيات تمثيلية ليبرالية هي أذربيجان، وبيلاروس، والبوسنة، وكازاخستان، وروسيا.

## الاتحادات، والمنظمات، والتحالفات الدولية

### الاتحاد الأوربي
الاتحاد الأوروبي، أو إي يو، هو اتحاد سياسي من 28 دولة. لديه العديد من الأنشطة، أهمها سوق موحدة مشتركة، تتكون من اتحاد جمركي، وعملة واحدة (اعتمدتها 19 دولة من أصل 28 من الدول الأعضاء)، وسياسة زراعية مشتركة، وسياسة مشتركة لمصايد الأسماك الأوروبية. وللاتحاد الأوروبي أيضًا مبادرات مختلفة لتنسيق أنشطة الدول الأعضاء.
الاتحاد الأوروبي، والذي يعتبر كوحدة واحدة، لديه أكبر اقتصاد في العالم مع ناتج محلي إجمالي يُقدر بنحو 15.849 تريليون دولار في عام 2007. وهناك أيضًا ميل للتحرك نحو زيادة التعاون في مجال الدفاع المشترك والسياسة الخارجية.
تطور الاتحاد بمرور الوقت من اتحاد اقتصادي في المقام الأول إلى اتحاد سياسي بشكل متزايد. وسبب هذا الاتجاه هو العدد المتزايد في مجالات السياسة التي تقع ضمن اختصاص الاتحاد الأوروبي، تميل السلطة السياسية إلى الانتقال صعودًا من الدول الأعضاء إلى الاتحاد الأوروبي. إن التطوير الإضافي للكفاءات السياسية في الاتحاد الأوروبي هو موضوع نقاش مكثف داخل وبين بعض الدول الأعضاء.

### مجلس أوروبا
مجلس أوروبا هو المنظمة لبلدان أوروبا الوحيدة التي تضم جميع الدول الأوروبية تقريبًا. وتشارك في مجموعة واسعة من الأنشطة، بما في ذلك المعاهدات والبرامج الأخرى لمواءمة القانون والأنظمة بين الدول الأعضاء، في مجالات السياسة مثل حقوق الإنسان، والمواطنة وأخلاقيات علم الأحياء، والاعتراف المتبادل، والقانون الدولي الخاص، والبيئة، وحماية التراث، وحقوق الأقليات الثقافية واللغوية، وما إلى ذلك. وهي أقرب في طبيعتها إلى منظمة دولية تقليدية بدلًا من الكيان شبه الفيدرالي الذي هو الاتحاد الأوروبي – فهو يتفاوض على المعاهدات التي يجب التصديق عليها بشكل فردي، والتي تفتقر بشكل عام إلى التأثير المباشر أو الوصول القانوني الفردي إلى محكمة دولية – وبالتالي يمكن مقارنتها بنسخة إقليمية من الأمم المتحدة. ومع ذلك، ففي مجال حقوق الإنسان، أصبحت أكثر من شبه فيدرالية، من خلال الاتفاقية الأوروبية لحقوق الإنسان والمحكمة المرتبطة بها.